# Ferrovia Sassuolo-Reggio Emilia
La ferrovia Sassuolo-Reggio Emilia è una linea ferroviaria italiana che collega la città di Sassuolo, in provincia di Modena, a Reggio Emilia.
È gestita da Ferrovie Emilia Romagna (FER).

## Storia
| Tratta                | Inaugurazione    |
| --------------------- | ---------------- |
| Reggio Emilia–Ventoso | 16 ottobre 1883  |
| Reggio Emilia–Veggia  | 2 settembre 1891 |
| Veggia–Sassuolo       | 3 dicembre 1892  |

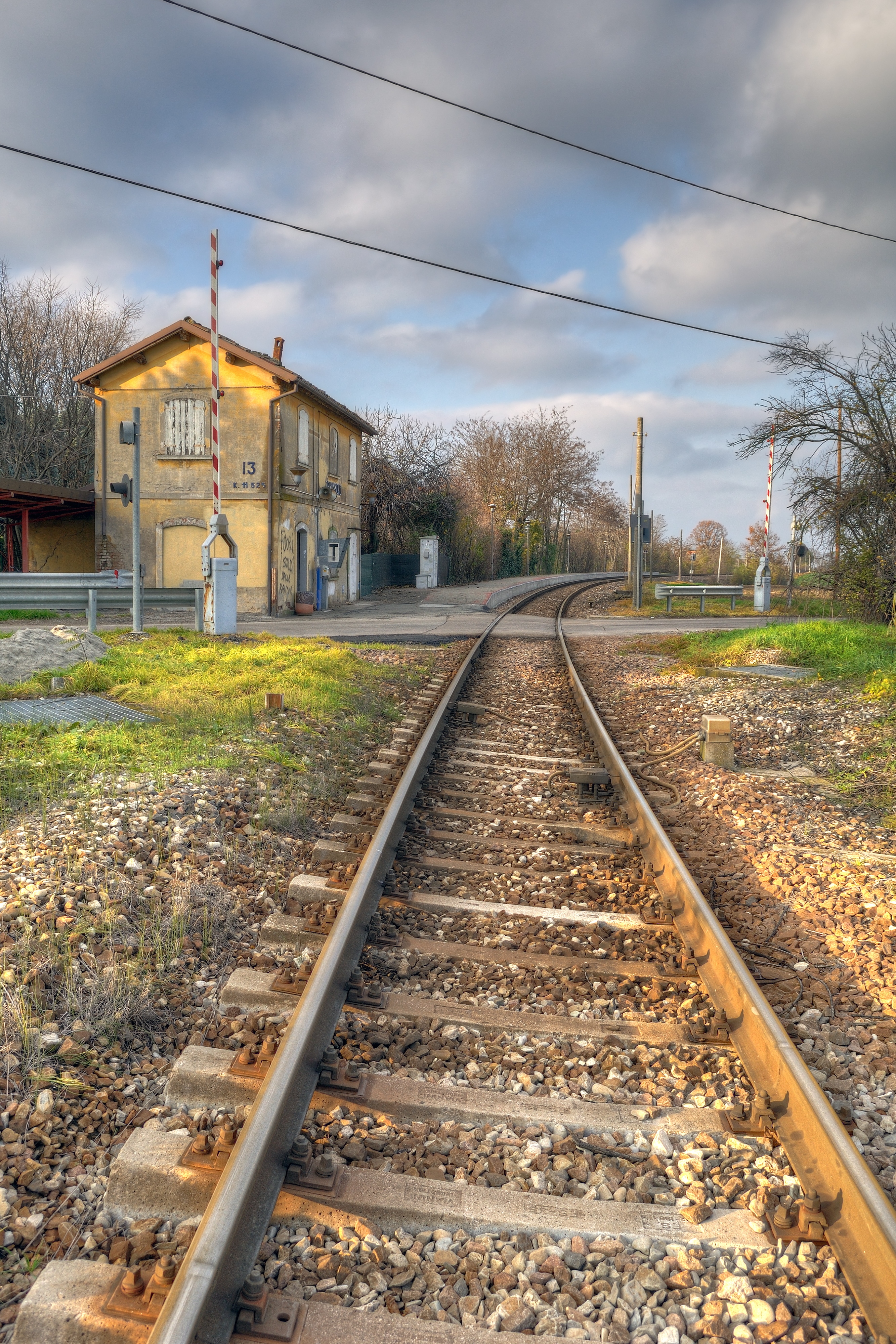
La fermata di Pratissolo

Il progetto definitivo della ferrovia Reggio Emilia-Ventoso venne approvato con Decreto Ministeriale del 14 dicembre 1881. Lo scartamento previsto fu quello ridotto da 950 mm. La ferrovia venne fatta terminare a Ventoso allo scopo di servire una fabbrica di calce.
Già dal 1879 la provincia aveva firmato un accordo per costruzione e la gestione della nuova linea con la ditta Anaclerio di Napoli. Quest'azienda divenne ben presto oggetto della critica di molti esponenti della politica e della stampa locale, a causa dei ritardi nei lavori e delle continue richieste di modifiche o di finanziamenti alla provincia. Inoltre, una commissione nominata dall'amministrazione provinciale segnalò che la Anaclerio, invece di costruire la strada ferrata su sede propria come previsto dall'accordo e dalla legge, l'aveva realizzata sulla strada Reggio-Scandiano.
Il 16 ottobre 1883 fu aperta al solo traffico passeggeri la linea fino a Ventoso. Il percorso prevedeva le fermate di Buco del Signore, Fogliano, Bosco, Scandiano e Ventoso. Il 1º novembre dello stesso anno fu aperta anche al traffico merci.
In seguito all'apertura del primo tratto della ferrovia Reggio Emilia-Guastalla, avvenuto nel 1886, si decise di introdurre lo scartamento ordinario anche per la tratta Reggio-Ventoso. Con il regio decreto 5 giugno 1890, n. 5597, fu quindi concessa la conversione di scartamento per il tratto fino a Scandiano, mentre il restante percorso fino a Ventoso, lungo 1 500 metri, rimase a scartamento ridotto. Il 6 settembre 1891, quest'ultimo tratto fu chiuso definitivamente e si dovette costruire una nuova stazione di Scandiano, progettata dall'architetto Galli di Brescia.
Il 7 settembre 1891 fu aperta al traffico la tratta Reggio Emilia-Veggia, mentre il 3 dicembre 1892 fu completato il tronco rimanente fino a Sassuolo.
Nel 1936, la gestione della linea passò al CCFR che, nel 1975, divenne ACT.
Il 1º gennaio 2009 l'esercizio venne affidato alle Ferrovie Emilia Romagna (FER).
Nel 2016 la regione Emilia-Romagna ha annunciato l'intenzione di procedere all'elettrificazione della linea, nel più ampio quadro di elettrificazione dell'intera rete ferroviaria FER, con la fine lavori prevista entro l'estate 2022.
La prima corsa prova di un treno elettrico sulla linea si è svolta il 19 dicembre 2022; il servizio commerciale con treni elettrici è stato avviato il 3 aprile 2023.

## Caratteristiche
| Unknown route-map component "d" | Unknown route-map component "vCONTg" |

|  | Unknown route-map component "d" | Unknown route-map component "vSHI2g+l-STR+l" | Unknown route-map component "CONTfq" |

| Unknown route-map component "d" | Unknown route-map component "vÜSTr" |

| Unknown route-map component "d" | Unknown route-map component "vBHF" |

|  | Unknown route-map component "d" | Unknown route-map component "vABZgl-STRl" | Unknown route-map component "vCONTfq" |

| Stop on track |

| Unknown route-map component "eHST" |

| Unknown route-map component "eHST" |

| Unknown route-map component "eHST" |

| Non-passenger station/depot on track |

| Stop on track |

| Small bridge over water |

| Station on track |

| Stop on track |

| Station on track |

| Unknown route-map component "YRD" |

| Stop on track |

| Stop on track |

| Stop on track |

| Unknown route-map component "hKRZWae" |

| Unknown route-map component "KBHFxe" |

| Unknown route-map component "KBHFaq" | Unknown route-map component "xABZg+r" |  |

|  | One way leftward | Unknown route-map component "CONTfq" |

La linea è una ferrovia a binario unico e a scartamento ordinario (1435 mm).
È elettrificata a 3000 V.

### Percorso

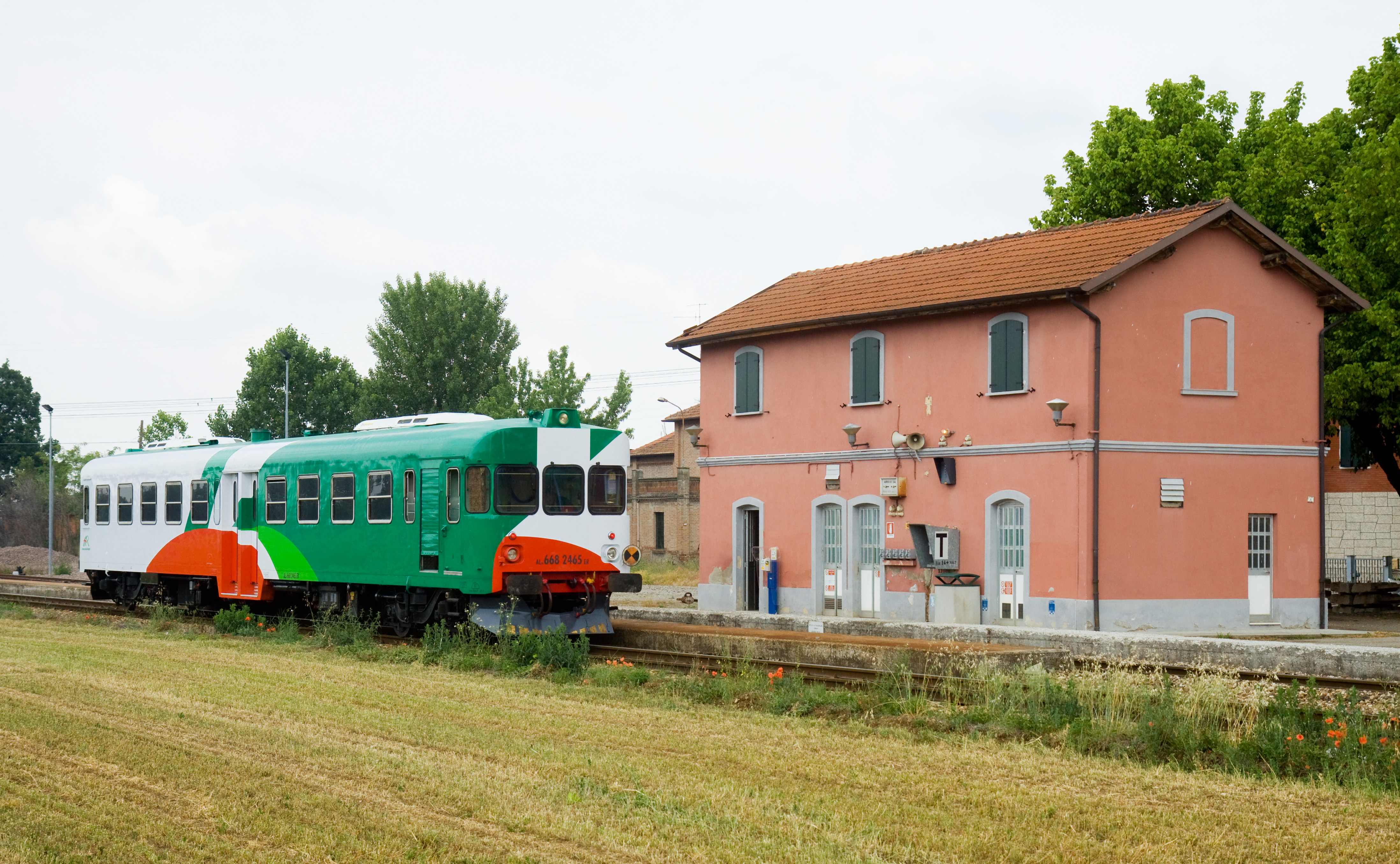
La stazione di Bosco nel 2011, prima del declassamento a posto di movimento

La linea ferroviaria è dotata di dodici stazioni e fermate funzionanti. Alcune stazioni sono dotate di un magazzino merci con relativi binari di raccordo.
Le stazioni ferroviarie, al momento della loro progettazione, furono suddivise in stazioni e fermate.
Le prime si suddividevano a loro volta in primarie (Reggio Emilia, Scandiano e Sassuolo) e secondarie (Castellarano-Veggia).
Le fermate erano invece destinate a quelle località minori che si trovavano lungo la linea. Alcune fermate (Casalgrande, Bosco e Chiozza) vennero poi modificate rispettivamente in stazioni primarie e secondarie. Le fermate presentano un unico stile architettonico. L'edificio è a pianta rettangolare, a due livelli fuori terra e con tetto a due spioventi. Le aperture su entrambi i lati maggiori sono due, simmetriche per ogni fronte e livello.
Per servire il trasporto combinato tra treni e autoarticolati è attivo a Dinazzano uno scalo merci gestito dalla società Dinazzano Po.

## Traffico

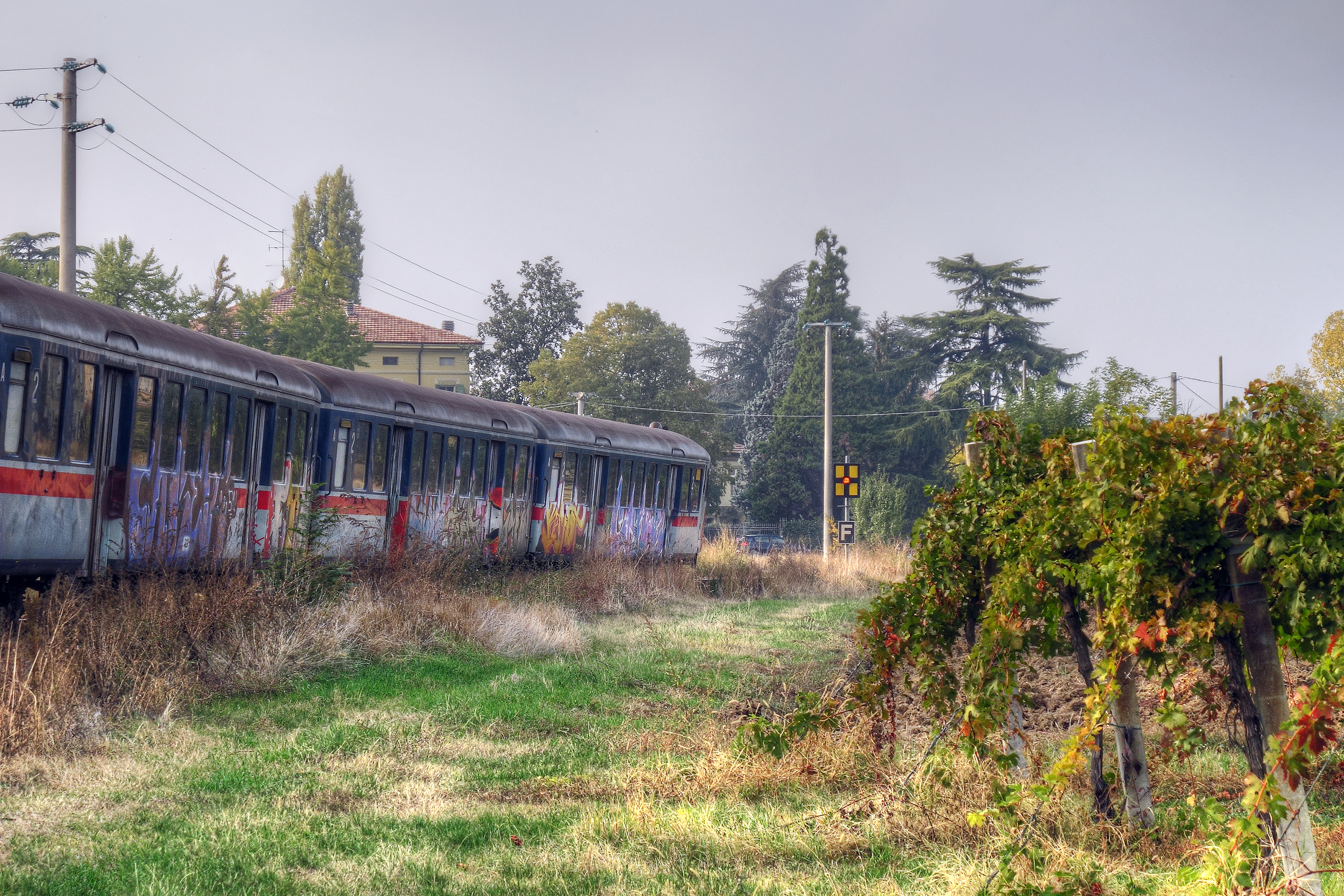
Treno nei pressi di Pratissolo (Scandiano)

Il servizio passeggeri consiste in nove coppie di corse, tutte svolte da Trenitalia Tper e classificate come treni regionali.
La ferrovia è interessata da un intenso traffico merci, con treni bloccati carichi di argilla provenienti dalla regione tedesca dell'Assia e destinati al polo della ceramica di Sassuolo. La relazione in questione inizia dalla stazione tedesca di Limburg, passando per Mannheim, Basilea, Domodossola, Reggio nell'Emilia fino a Dinazzano Scalo.
I convogli sono trainati da locomotive G2000 delle FER.